# كوكبا (حاصبيا)
كوكبا هي إحدى القرى اللبنانية من قرى قضاء حاصبيا في محافظة النبطية في جنوب لبنان.
تبعد كوكبا 109 كلم (67.7326 مي) عن بيروت عاصمة لبنان. ترتفع 660 م (2165.46 قدم - 721.776 يارد) عن سطح البحر وتمتد على مساحة 1049 هكتاراً (10.49 كلم²- 4.04914 مي²).
بلغ عددالناخبين في كوكبا 785 نسمة. في الانتخابات الأخيرة، في كوكبا 2509 نسمة مسجل ومنهم 1364 منتخب فعليّ. يوجد في البلدة مجلس بلدي مؤلف من 12 عضوًا
بلدة كوكبا قديمة العهد تعود إلى العهد النيوليتي الأول أي منذ حوالي عشرة آلاف سنة قبل المسيح. وكانت الموقع الأبرز لصناعة الأدوات الحجرية الصوانية، وقد اكتشف عالم الآثار فرانك سكيلز في كوكبا عام 1964 أدوات صوانية صنعها سكان ذلك العصر، وقد ساهم موقعها على ضفاف نهر الحاصباني في كونها مسكنًا لإنسان العصر النيوليتي وهو أول من اكتشف الزراعة واستخدم الأدوات الحجرية. «فرانك سكيلز مجلة ميلانج الصادرة عن جامعة القديس يوسف 1964»
اسم بلدة كوكبا يعني نجمة الصبح بحسب ما ذكره د.أنيس فريحة. وتمتاز كوكبا بأنها البلدة الوحيدة من بين قرى قضاء حاصبيا التي تنظر مباشرة إلى جبل حرمون وقد ورد في الأخبار الشهية للأب يوحنا الحردان «أنّ موقع كوكبا الجغرافي ساعد في هذه التسمية لأن شمس الصباح الطالعة من وراء حرمون أوّل ما تقبّل جبهتها فدُعيت بنجمة الصبح»
وفي كوكبا عدد كبير من أشجار الزيتون الدهرية التي يتجاوز عمرها الستة آلاف سنة.وقد ضمّ بستان واحد 27 شجرة من هذه الأشجار الدهرية الضخمة، في حين توزع عدد كبير منها في حقول كوكبا وبساتينها، وهي لا تزال حتى الآن في قمّة نموّها وعطائها. وهي قادرة أن تحتضن في تجاويف جذوعها الضخمة عددًا من الأشخاص دفعة واحدة.
وتمتاز بلدة كوكبا بأنها كانت مقصدًا لسيدنا يسوع المسيح «وكان يزورها برفقة أمّه العذراء مريم ويقضي أسابيع في ربوعها ضيفًا على أقرباء أمه الذين كانت بلدة كوكبا مسقط رأسهم، وذلك بحسب ما ذكره أوذابيوس القيصري في تاريخه الكنسي، ج1، ص 47» وبحسب ما ذكره جوليان الأفريقي أيضًا.
ويذكر هيبوليتس الطيبي إن خالة العذراء مريم هي التي تزوجت وسكنت في كوكبا وكان المسيح والعذراء مريم يزورونها باستمرار ويقيمون وقتًا في ضيافتها.وقد تمّ مؤخرًا اكتشاف موقع هذا المنزل المقدّس وأجزاء من أساساته.
ويحتضن تراب كوكبا أيضًا أقدم تمثال برونزي صنع للمسيح، وقد ذكر أسقف قيصرية فيليبس أوذابيوس القيصري أنّ هذا التمثال نُصب على صخرة مرتفعة أمام منزل المرأة النازفة في قيصرية فيليبس، وأنّ يولياتوس الجاحد أمر بتحطيمه فجاءت مجموعة من أبناء كوكبا وأخذوا التمثال وخبّأوه في قريتهم. والبحث جارٍ الآن لمعرفة مخبأه وإخراجه إلى النور.